# Jan Versleijen
Jan Versleijen (Venlo, 29 december 1955) is een Nederlands voetbalcoach.
Als speler kwam Versleijen uit voor de amateurs van Venlosche Boys en Tiglieja. Hij begon in 1978 als assistent-trainer bij FC VVV, waar hij in zijn eerste seizoen ook kort interim-hoofdtrainer was. Bij FC Wageningen was hij assistent-trainer onder Hans Boersma. Met Go Ahead Eagles promoveerde hij naar de Eredivisie en in 1996 ging hij naar Japan. Na ook in de Verenigde Arabische Emiraten en Saoedi-Arabië gewerkt te hebben, was hij van 2008 tot eind 2011 werkzaam als coach van het Australië onder 20. Tussen januari en oktober 2012 was hij coach van de Chinese club Henan Construction. Op 22 oktober van dat jaar werd hij coach bij Ajax Cape Town. Sinds 2013 is Versleijen als technisch directeur in dienst bij Al-Jazira, waar hij al twee eerdere perioden werkzaam was als trainer.